# Эскулапов полоз
Эскула́пов по́лоз, или эскулапова змея (лат. Zamenis longissimus) — вид змей семейства ужеобразных.

## Описание
Достигает в длину более 2 м (максимальная зарегистрированная — 2,25 м). Теменные щитки расположены в двух рядах (в последнем — три мелких, в первом — два, реже один). Широкий (в 1,5 раза шире своей длины) межчелюстной щиток слегка выдается между межносовыми. Предглазничный щиток один, крупный, подглазничных нет, заглазничных два; трапециевидный скуловой касается 2—3 верхнегубных, иногда первого, а глаз — четвёртого и пятого (в случае восьми верхнегубных) или пятого и шестого (в случае девяти) щитков. Вокруг середины туловища обычно расположено 23 ряда чешуй (редко 21). В количестве брюшных и подхвостовых щитков заметен половой диморфизм, хотя перекрывание показателей по этим признакам существенное: брюшных щитков у самцов 195—236, у самок — 207—248, а подхвостовых у самцов 60-85 пар, у самок — 60—100. Анальный щиток раздвоен. Брюшные щитки по бокам имеют хорошо заметные валики, которые образуют два ребра по бокам брюха, тянущиеся вдоль почти всего тела. Туловищные чешуи в передней части тела гладкие, в задней — слабо ребристые. Ребристость лучше выражена у самцов.

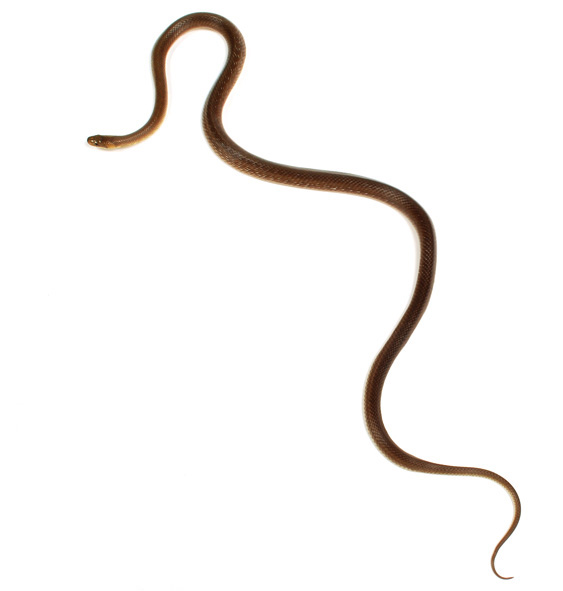

Общий фон окраски желтовато-серовато-кремовый, иногда оливково-бурый или серо-коричневый. Беловатые края некоторых чешуй создают на спине тонкий сетчатый рисунок. Брюхо может быть белое, с перламутровым отливом (чаще у самцов), яично-желтое (обычно у самок), со сливающимися в разной степени темными пятнами, окрашивающими низ тела порой в почти чёрный цвет. От рта до затылка имеются беловатые пятна, а от заднего края глаза до угла рта тянется нерезкая темная полоска. У молодых особей сверху в области шеи хорошо заметны пара округлых или округло-треугольных черных пятен, соединяющихся на заднем крае теменных щитков, и два овальных желтоватых затылочных пятна, которые исчезают с возрастом. Лишь у 30 % взрослых особей затылочные пятна могут быть слабо выражены. Описаны альбиносы, имеющие соломенную окраску и красные глаза.

## Распространение
Эскулапов полоз встречается от Северо-Восточной Италии до Кавказа (Грузии и Азербайджана), известен от южной Молдавии, юго-западной Украины, Краснодарского края до предгорий Адыгеи. Здесь обитает номинативный подвид. 
Эскулаповых полозов, живущих в северном Иране и на Талыше (юго-восточный Азербайджан), сейчас относят к самостоятельному виду — персидский полоз (Elaphe persica (Werner, 1913)). Он отличается от эскулапова полоза не только более мелкими размерами (до 1 м длиной), но и почти чёрной окраской тела со светлыми участками лишь на верхнегубных щитках, по бокам и снизу головы.

## Образ жизни
Живёт эскулапов полоз обычно по лесистым предгорьям (от буковых до хвойных лесов с вечнозеленым подлеском), поднимаясь в горы на высоту до 2000 м над уровнем моря. Появляется порой на чайных плантациях и посадках фундука, влажных лугах и лесных полянах, скалистых склонах оврагов. Убежищами ему служат норы млекопитающих и пустоты между камнями, кучи хвороста и дупла деревьев. Свои индивидуальные участки и убежища может использовать по несколько лет. На деревья взбирается, используя неровности коры, о которые опирается свободными краями брюшных щитков и изгибами тела. По ветвям соприкасающихся крон способен легко переползать с дерева на дерево. Избегает открытых мест, предпочитая увлажненные биотопы.
Активный сезон начинается в апреле—мае и длится до октября, но в местах с теплым морским климатом на зимовку может уходить в начале декабря. Спаривание происходит на земле, а иногда даже на деревьях в мае—июне.
У эскулаповых змей описан так называемый брачный танец, когда самец и самка обвивают друг друга задними половинами тела, поднимая передние вверх. В таком положении они могут ползать. В момент спаривания самец удерживает самку челюстями за шею. Обычно в июле самка откладывает 4—10 яиц размером 17—20 x 35—50 мм, через 2—3 месяца из них появляются детёныши.
В питании преобладают грызуны, землеройки, яйца птиц, птенцы, иногда и взрослые мелкие певчие птицы. Охотясь, полоз обследует норы и гнезда, лазает по деревьям. Добычу удушает, сжимая её кольцами тела. Крупную жертву переваривает около четырёх суток.
Естественными врагами являются хищные птицы и млекопитающие, известны случаи нападения сов. Это достаточно агрессивная змея, может наносить болезненные укусы. В большинстве случаев поражения сопровождаются отеками и локальными кровоизлияниями.
Эскулапов полоз обладает реликтовым ареалом, что стало причиной внесения его в Красные книги России, Украины и Грузии.

## Охрана
Охраняется на территории Сочинского государственного природного национального парка, Головинского и Горяче-Ключевского заказников, Хостинской тисо-самшитовой рощи Кавказского биосферного заповедника и по его юго-зап. периферии (Западное лесничество). Также охраняется в нескольких заповедниках Молдавии.

## Фото

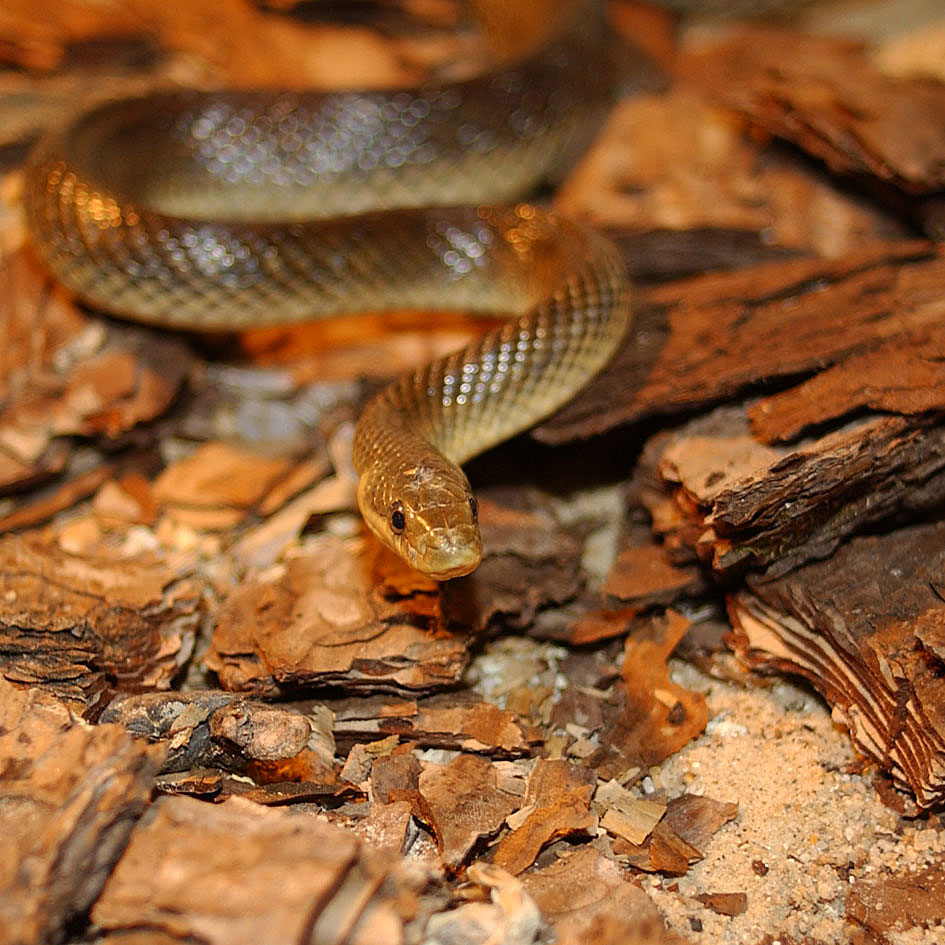
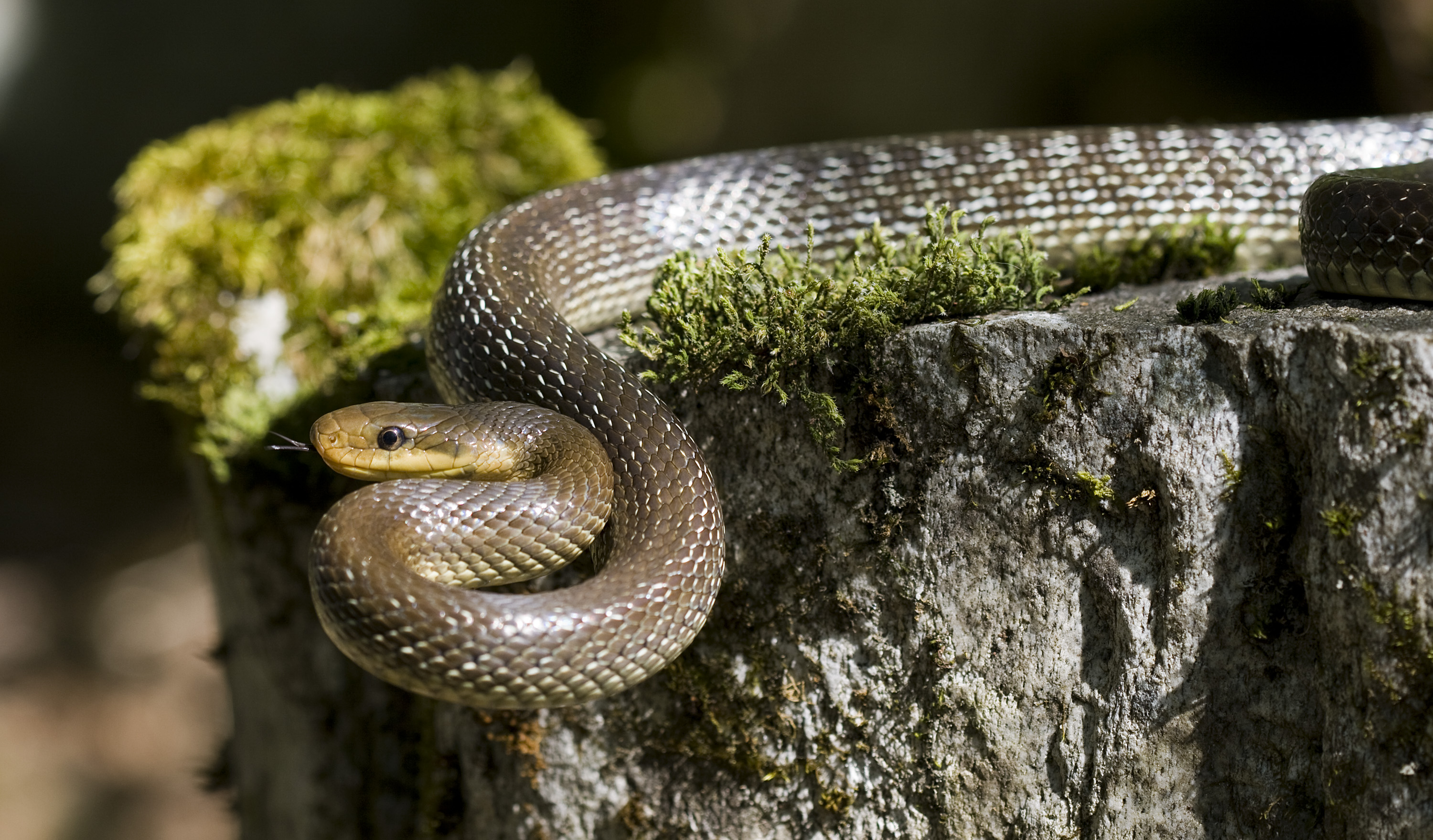
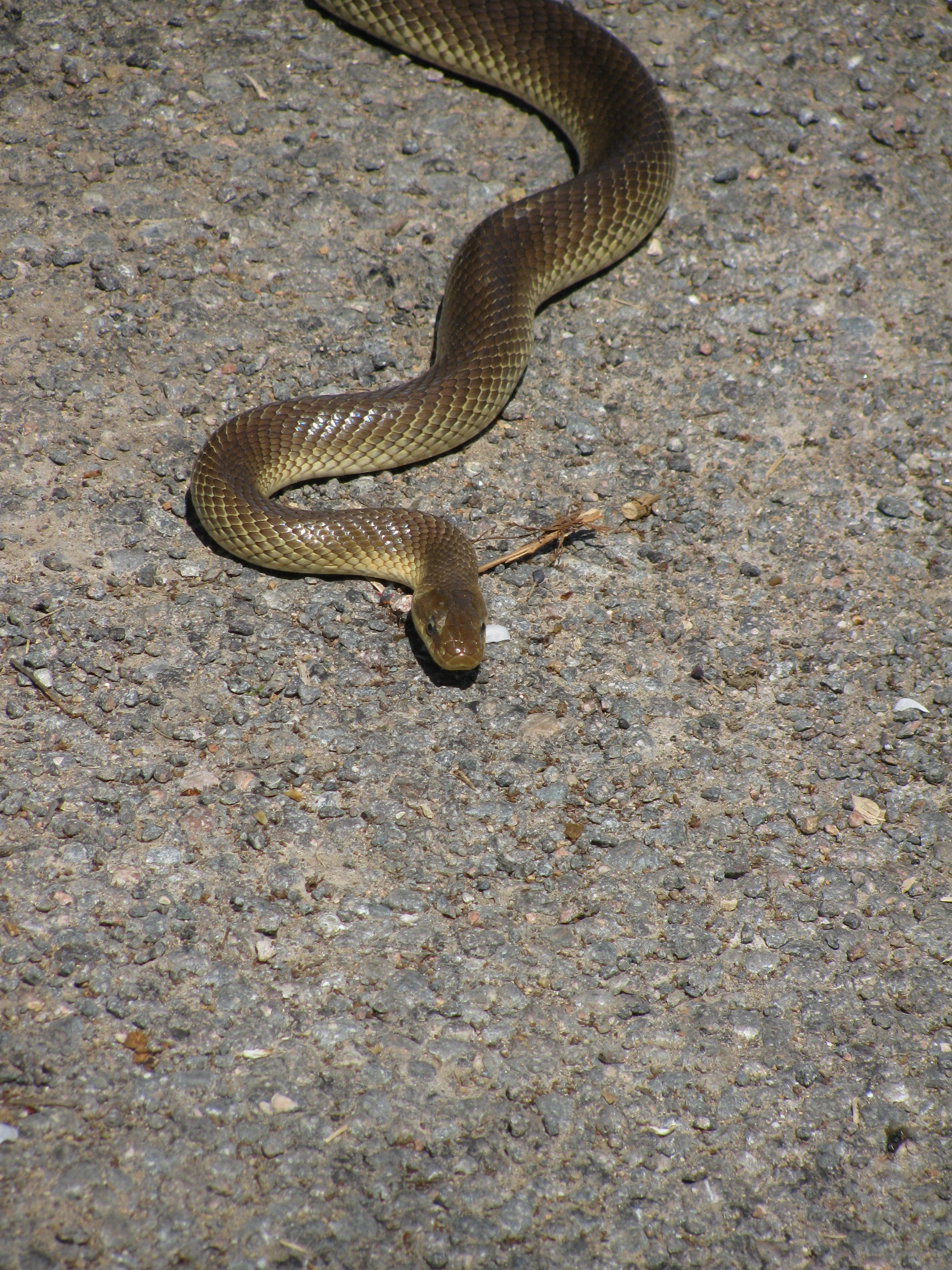
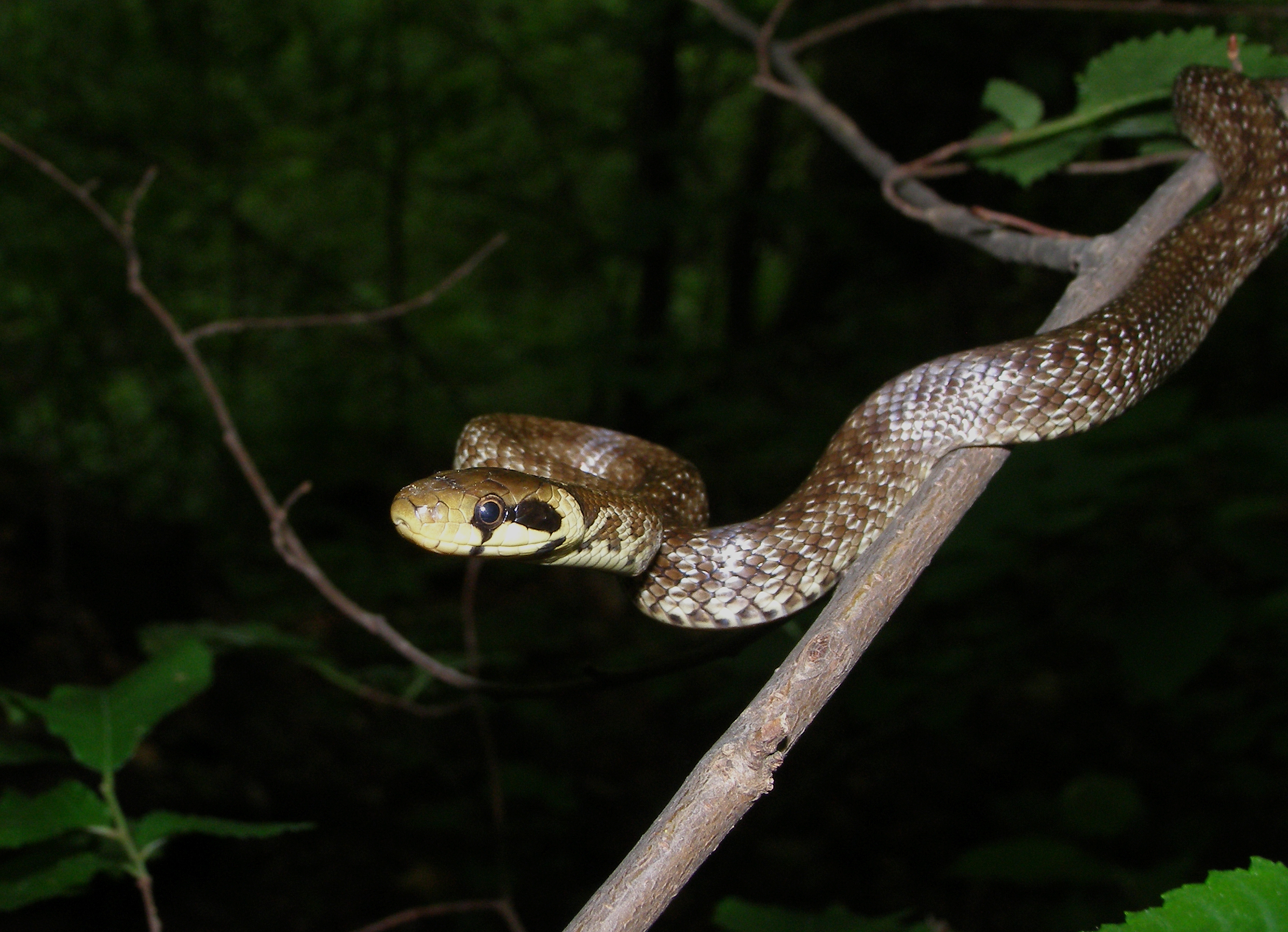
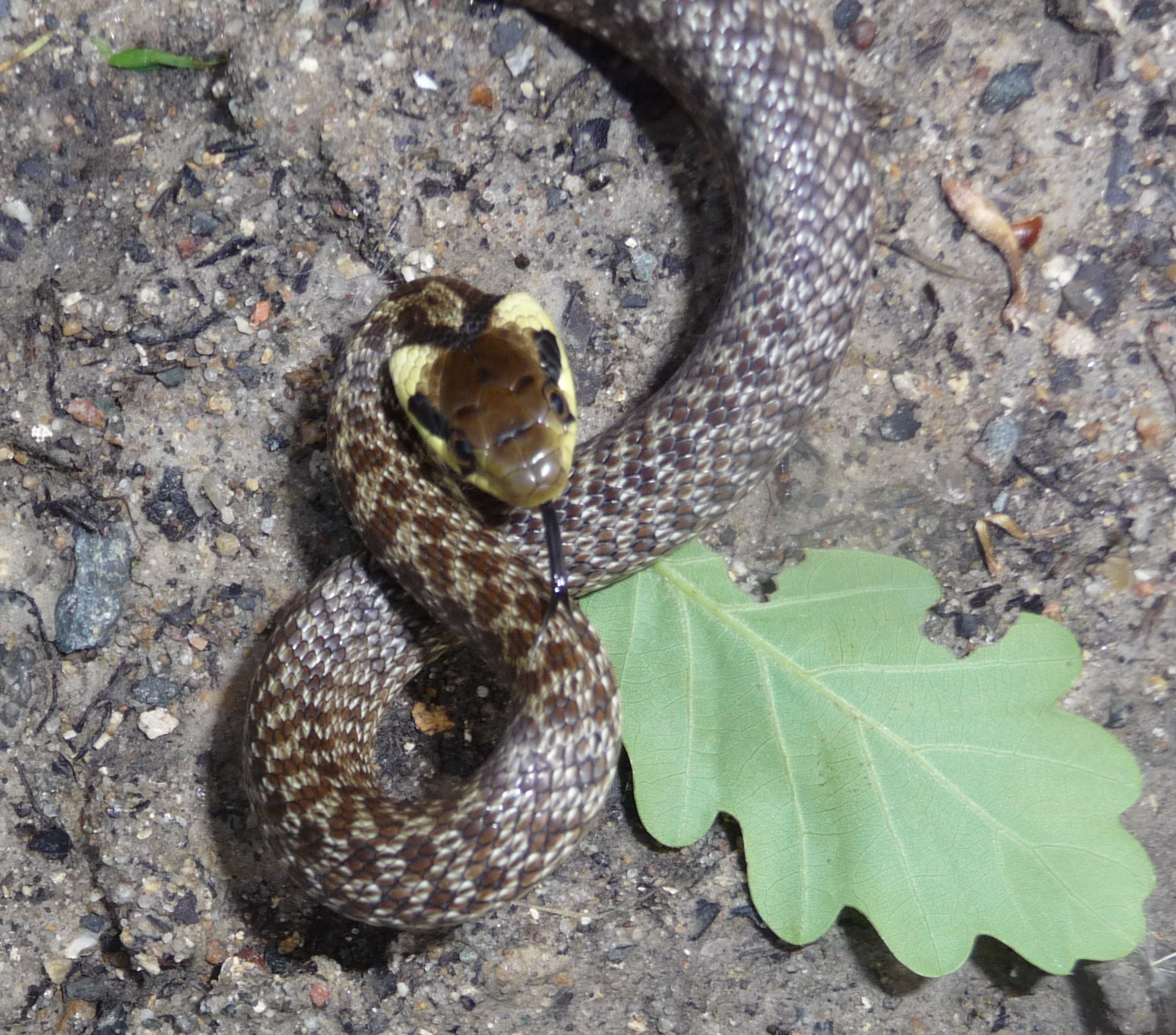
Молодой полоз